# Sebastià Puig i Puig
Sebastià Puig i Puig   (Vilanova i la Geltrú, 1866 - Barcelona, 1931) va ser un eclesiàstic i historiador català.

## Biografia
Es va formar en el Seminari Conciliar de Barcelona, on exercí també de professor d'història. Va cursar estudis universitaris a Barcelona i Madrid fins a doctorar-se en Filosofia i Lletres l'any 1889.
En l'àmbit eclesial, var ser canonge de la catedral de Barcelona, així com secretari de cambra i govern del bisbe Jaume Català i Albosa, com també director del Boletín Oficial Eclesiástico de la diòcesi de Barcelona. El 1930 fou escollit acadèmic de l'Acadèmia de Bones Lletres de Barcelona.

## Obres
- Episcopologio de la sede barcinonense (1916)
- Pedro de Luna, último papa de Aviñón (1920)